# Sculpture at Schoenthal

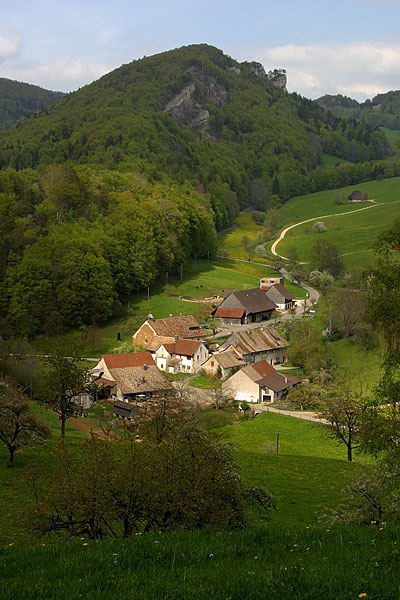
Schönthal bei Langenbruck

Das ca. 1145 erstmals erwähnte Kloster Schönthal wurde 1529 durch die Reformation aufgehoben und für weltliche Zwecke zur Verfügung gestellt (Geräteschuppen, Sennhof, Ziegelei). 1967 stellte der Kanton Basel-Landschaft die Klosterkirche unter Denkmalschutz. Zwanzig Jahre später wurde mit  archäologischen Untersuchungen und ersten Renovationen begonnen. Im Jahr 2000 erfolgte die Gründung von «Sculpture at Schoenthal». Das Kloster und seine Umgebung wurden zu einem Ort der kulturellen Begegnung definiert und 2001 von John Schmid in eine Stiftung übergeführt. Die ehemalige Klosterkirche dient heute als Raum für abwechselnde Kunstausstellungen. Im Klosterareal und der näheren Umgebung trifft man an vielen Stellen auf Skulpturen namhafter Künstler.

## Der Verein

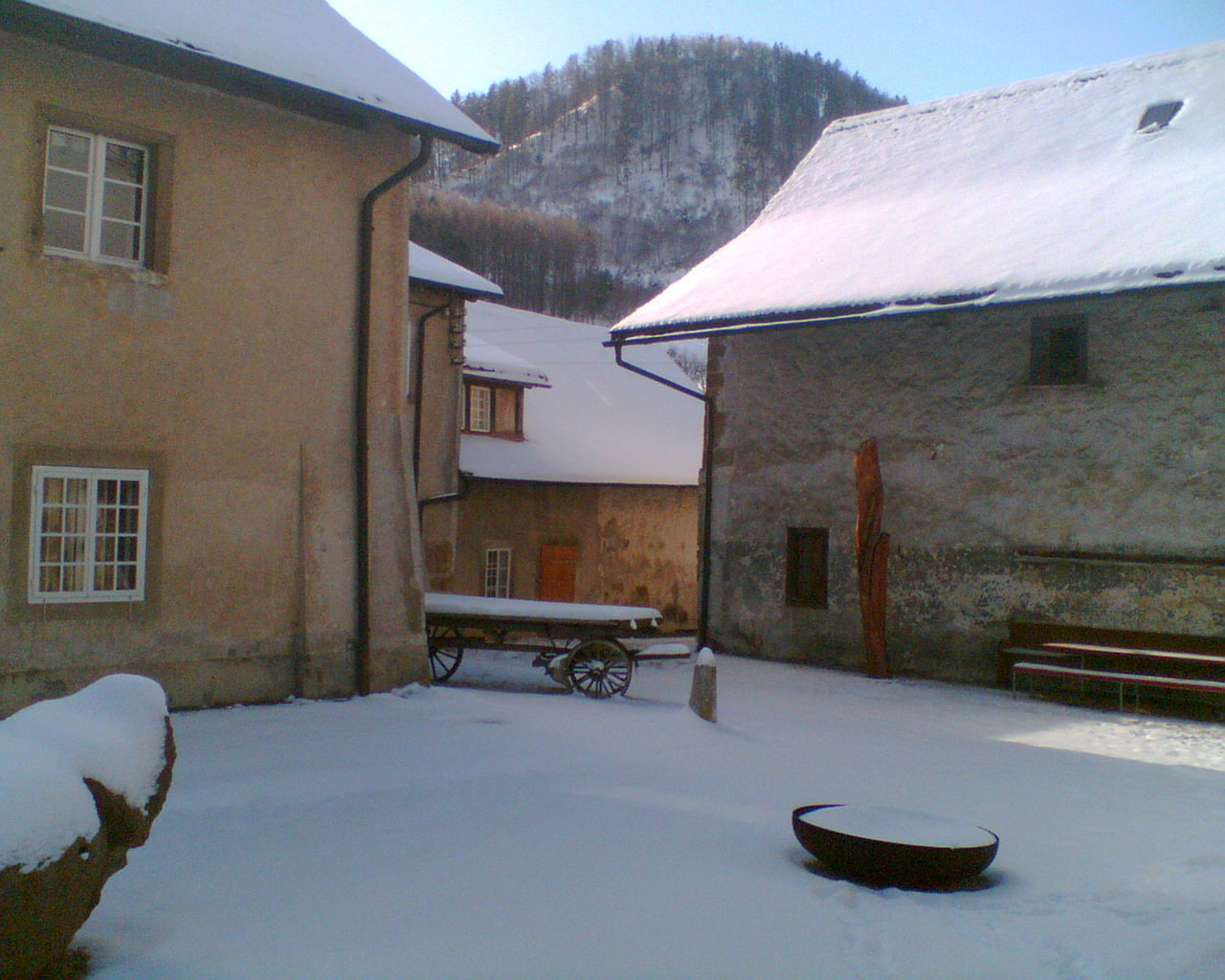
Innenhof des Klosters Schönthal

2001 überführte John Schmid das Ensemble des Schönthals – Land, Kloster, Hof, Kunst – in die Stiftung «Sculpture at Schoenthal».
Auf der Suche nach einer Nachfolgeregelung für sein Lebenswerk, fusionierte John Schmid seine Stiftung mit der Stiftung Edith Maryon in Basel. Das Abkommen mit der neuen Eigentümerschaft verspricht dem Gesamtwerk Kloster Schönthal eine langfristig gesicherte Zukunft. Gemeinsam mit der Stiftung Edith Maryon wird der neue "Verein Kloster Schönthal" unter der Leitung des Vorstandes die Kunst- und Kulturprojekte erhalten, fördern und voranbringen. Auf dem einzigartigen Erbe mit seinem weit offenen Möglichkeitsraum soll Neues entstehen und wachsen.

## Landschaft und Natur
Die Landschaft um das ehemalige Kloster ist typisch für den Schweizer Jura und bildet zu jeder Jahreszeit einen reizvollen Anblick. Der Besucher wird von der unberührten Natur zum Verweilen und Entdecken eingeladen. Von der Klosteranlage führen Wanderwege in alle Richtungen, über Hügel, durch Wälder und über satte Wiesen.

## Skulpturen und Künstler

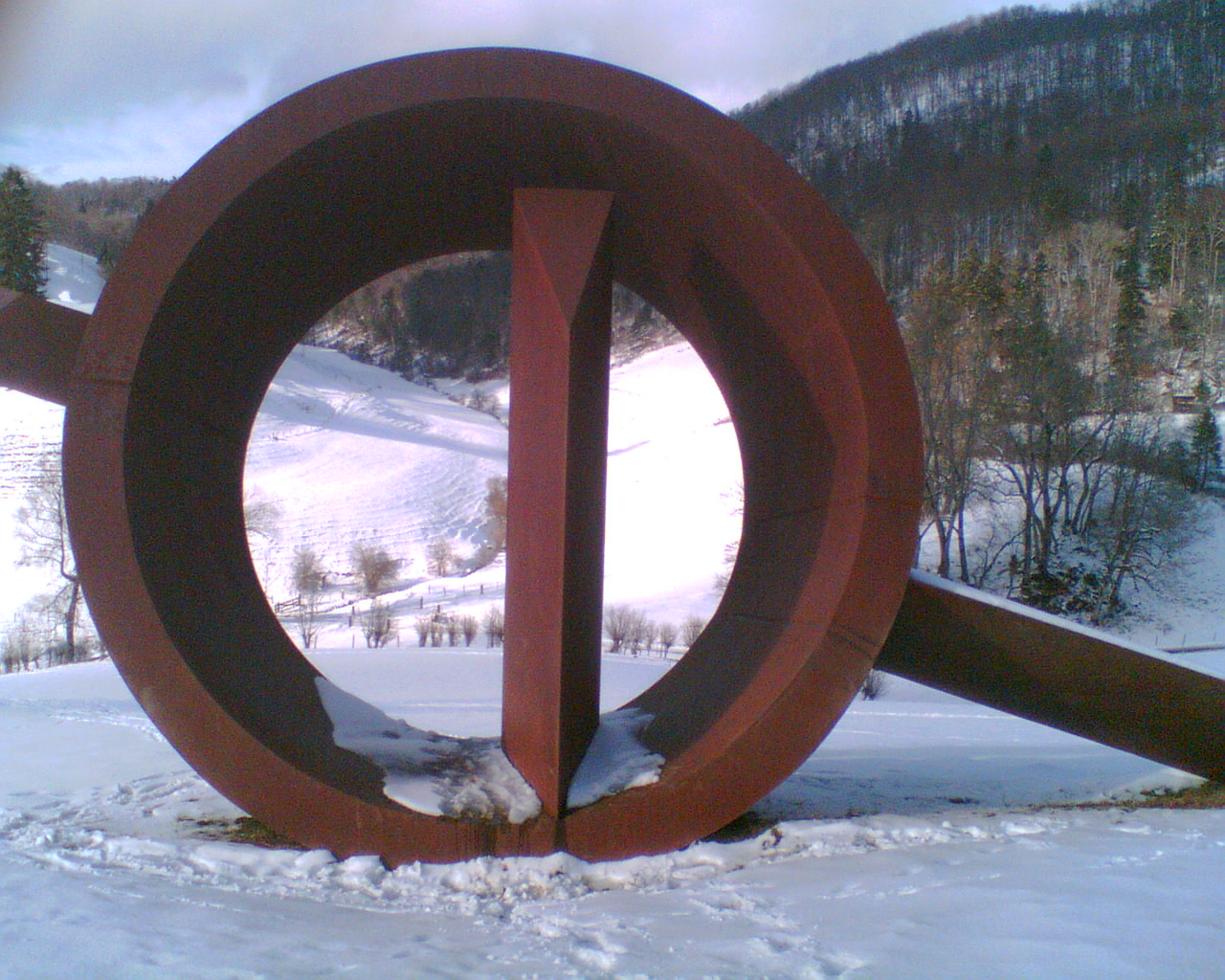
Nigel Hall, Soglio

Eine Reihe namhafter Künstler hat diese Landschaft für sich entdeckt und Skulpturen in subtiler Weise in die Natur integriert. Zu sehen sind unter anderem Werke von Tony Cragg, Nigel Hall, Richard Long, David Nash, Nicola Hicks, Ulrich Rückriem, Erwin Wortelkamp und viele andere.

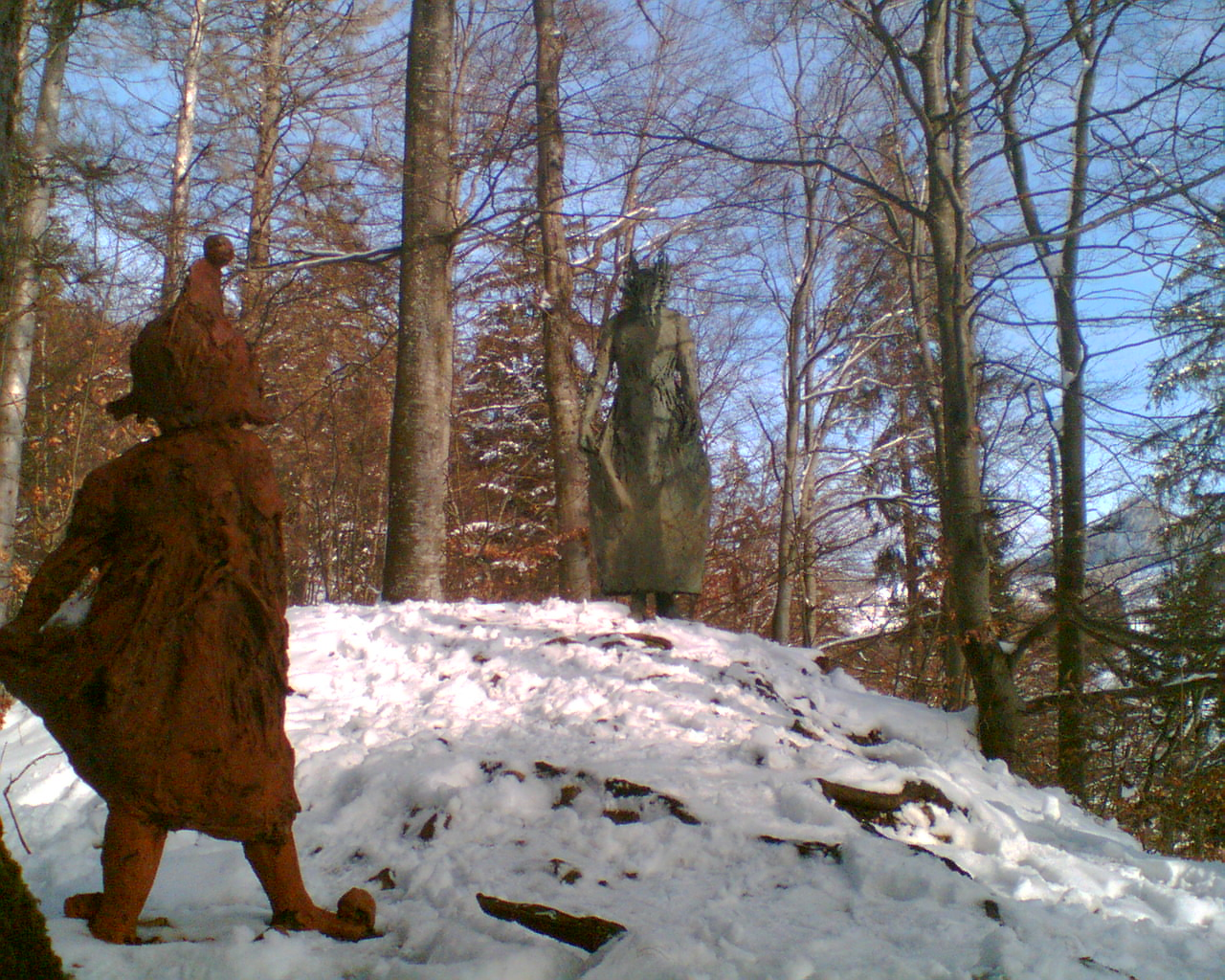
Nicola Hicks, Recovered Memory

Für die Wiesen und Wälder des Schönthals entwickeln internationale und Schweizer Künstlerinnen und Künstler ortsspezifische Skulpturen. Zuvor machen sie sich jeweils mit dem Kloster, seiner Geschichte und der archaischen Landschaft vertraut. Die Sammlung wächst in aller Ruhe und im Sinne eines  «work in progress». Zur Zeit säumen 33 Werke von 23 Künstlerinnen und Künstlern die Wege und Pfade.